# Milan (Michigan)
Milan is een plaats (city) in de Amerikaanse staat Michigan, en valt bestuurlijk gezien onder Monroe County en Washtenaw County.

## Demografie
Bij de volkstelling in 2000 werd het aantal inwoners vastgesteld op 4775.
In 2006 is het aantal inwoners door het United States Census Bureau geschat op 5579, een stijging van 804 (16.8%).

## Geografie
Volgens het United States Census Bureau beslaat de plaats een oppervlakte van
6,0 km², waarvan 5,8 km² land en 0,2 km² water. Milan ligt op ongeveer 204 m boven zeeniveau.

## Plaatsen in de nabije omgeving
De onderstaande figuur toont nabijgelegen plaatsen in een straal van 20 km rond Milan.